# Gustav Kolb
Gustav Kolb (ur. 4 grudnia 1870 w Ansbach, zm. 20 marca 1938 w Starnbergu) – niemiecki lekarz psychiatra, dyrektor zakładu psychiatrycznego w Erlangen, twórca systemu otwartej opieki nad chorymi psychicznie w Niemczech, współzałożyciel Niemieckiego Towarzystwa Higieny Psychicznej (niem. Deutscher Verband für psychische Hygiene).

## Życiorys
Jego rodzicami byli Heinrich Georg Adolph Kolb (1834–1893) i Sophie Emilie Karoline z domu Schaeffer (1845–1927). Studiował medycynę na Uniwersytecie w Erlangen, tytuł doktora medycyny otrzymał na Uniwersytecie we Wrocławiu w 1895 r. Od 1896 r. pracował jako asystent w zakładzie leczniczym i opiekuńczym w Bayreuth, kierowanym przez Carla Kraussolda. W 1902 r. został sekundariuszem. Od 1905 do 1911 kierował zakładem psychiatrycznym w Kutzenbergu, a od 1911 r. zakładem psychiatrycznym w Erlangen.
Żonaty z Marie Kraussold, mieli pięcioro dzieci: Adolfa (1902), Gertrud (1903), Lulu (1905), Karla Adolfa (1907) i Ernę Valerie (1909).
Nie wstąpił do NSDAP i został spensjonowany w 1934 r. przed osiągnięciem wieku emerytalnego. Zmarł pięć lat później.

## Prace
- Dr. Kolb, Beobachtungen über Tuberculose in Gefängnissen, „Zeitschrift für Hygiene und Infektionskrankheiten”, 19 (1), 1895, s. 484–506, DOI: 10.1007/BF02216794 [dostęp 2024-09-05] (niem.).
- G. Kolb, Projekt einer Wachabteilung für unruhige Kranke, „Psychiatrisch-Neurologische Wochenschrift”, 3, 1901, s. 57–63 (niem.).
- G. Kolb, Projekt eines Stadtasyles, „Psychiatrisch-Neurologische Wochenschrift”, 4 (26), 1902, s. 289–296 [dostęp 2024-09-05] (niem.).
- Sammel-Atlas für den Bau von Irrenanstalten: ein Handbuch für Behörden, Psychiater und Baubeamte. Halle: Verlag von Carl Marhold, 12 Lieferungen, 1902–1907
- Vorschläge für die Ausgestaltung der Irrenfürsorge und für die Organisation der Irrenanstalt unter besonderer Berücksichtigung der bayerischen Verhältnisse. Halle: Verlag von Carl Marhold, 1908
- G. Kolb, Die Familienpflege, unter besonderer Berücksichtigung der bayrischen Verhältnisse. Nach einem dem Verein Bayrischer Psychiater am 6. Juni 1911 erstatteten Referate, „Zeitschrift für die gesamte Neurologie und Psychiatrie”, 6 (1), 1911, s. 273–304, DOI: 10.1007/BF02863942 [dostęp 2024-09-05] (niem.).
- Kolb, Zweikernige Ganglienzellen, „Zeitschrift für die gesamte Neurologie und Psychiatrie”, 19 (1), 1913, s. 341–358, DOI: 10.1007/BF02909902 [dostęp 2024-09-05] (niem.).
- Dr. Kolb, Die nervös Kriegsbeschädigten vor Gericht und im Strafvollzug – nach einem Vortrag für Richter, Ärzte, Strafanstaltsbeamte, München - Berlin - Leipzig: J. Schweitzer Verlag, 1919 [dostęp 2024-09-05] (niem.). Brak numerów stron w książce
- Dr. Kolb, Reform der Irrenfürsorge, „Zeitschrift für die gesamte Neurologie und Psychiatrie”, 47 (1), 1919, s. 137–172, DOI: 10.1007/BF02896249 [dostęp 2024-09-05] (niem.).
- Dr. Kolb, Der ärztliche Dienst in den öffentlichen Irrenanstalten, „Psychiatrisch-Neurologische Wochenschrift”, 22 (5/6), 1920, s. 31–38 [dostęp 2024-09-05] (niem.).
- Dr. Kolb, Inwieweit sind Änderungen im Betriebe der Anstalten geboten?, „Psychiatrisch-Neurologische Wochenschrift”, 22, 1920, nr 17/18, s. 133–139, nr 19/20, s. 149–154, nr 17/18, s. 163–176 [dostęp 2024-09-05] (niem.).
- Kolb, Über Reform der Irrenfürsorge, „Allgemeine Zeitschrift für Psychiatrie und psychisch-gerichtliche Medicin”, 76, 1920, s. 253–258 [dostęp 2024-09-05] (niem.).
- Dr. Kolb, Eine vergleichende internationale Paralysestatistik, „Zeitschrift für die gesamte Neurologie und Psychiatrie”, 96, 1925, s. 1–6, DOI: 10.1007/BF02896512 [dostęp 2024-09-05] (niem.).
- Dr. Kolb, Eine vergleichende internationale Paralysestatistik 2. Vorläufige Schlüsse aus der provisorischen Paralysestatistik, „Zeitschrift für die gesamte Neurologie und Psychiatrie”, 96, 1925, s. 74–99, DOI: 10.1007/BF02896515 [dostęp 2024-09-05] (niem.).
- Dr. Kolb, Irrengesetz und offene Fürsorge, „Psychiatrisch-Neurologische Wochenschrift”, 28 (10), 1926, s. 113–117 [dostęp 2024-09-06] (niem.).
- G. Kolb, Nil nocere! Bemerkungen zur Abhandlung Daraszkiewicz „Das Rätsel der Paralyse“, „Allgemeine Zeitschrift für Psychiatrie und psychisch-gerichtliche Medicin”, 83, 1926, s. 68–70 (niem.).
- G. Kolb, Zum Rätsel der Paralyse. Vorl Mitt, „Allgemeine Zeitschrift für Psychiatrie und psychisch-gerichtliche Medicin”, 84, 1926, s. 275–285.
- Gustav Kolb, Die offene Geisteskrankenfürsorge im Ausland, [w:] Die Offene Fürsorge in der Psychiatrie und ihren Grenzgebieten, Berlin, Heidelberg: Springer Berlin Heidelberg, 1927, s. 94–132, DOI: 10.1007/978-3-662-00288-9_4, ISBN 978-3-662-00268-1 (niem.).
- Hans Roemer, Gustav Kolb, Die allgemeinen Grundsätze für die Organisation der offenen Geisteskrankenfürsorge, [w:] Die Offene Fürsorge in der Psychiatrie und ihren Grenzgebieten, Berlin, Heidelberg: Springer Berlin Heidelberg, 1927, s. 148-175, DOI: 10.1007/978-3-662-00288-9_6, ISBN 978-3-662-00268-1 (niem.).
- Gustav Kolb, Valentin Faltlhauser, Die speziellen Gesichtspunkte für die Organisation der offenen Geisteskrankenfürsorge, [w:] Die Offene Fürsorge in der Psychiatrie und ihren Grenzgebieten, Berlin, Heidelberg: Springer Berlin Heidelberg, 1927, s. 175-289, DOI: 10.1007/978-3-662-00288-9_7, ISBN 978-3-662-00268-1 (niem.).
- G. Kolb, Psychiatrischer Entwurf zu Richtlinien für die Außenfürsorge in Bayern, „Allgemeine Zeitschrift für Psychiatrie und psychisch-gerichtliche Medicin”, 88, 1928, s. 443–448, 449–459 (niem.).
- G. Kolb, Offene psychiatrische Fürsorge und psychische Hygiene, „Zeitschrift für psychische Hygiene”, 1, 1928, s. 34–45 (niem.).
- G. Kolb, Die Einbeziehung der Alkoholisten in die öffentliche Irrenfürsorge Bayerns, „Allgemeine Zeitschrift für Psychiatrie und psychisch-gerichtliche Medicin”, 91, 1929, s. 228–230 (niem.).
- Die geschlossene Anstaltsfürsorge für Geisteskranke, [w:] Bericht über die Erste Deutsche Tagung für Psychische Hygiene in Hamburg am 20. September 1928, De Gruyter, 1929, s. 13–18, DOI: 10.1515/9783111545813-004, ISBN 978-3-11-154581-3 (niem.).
- G. Kolb, Die künftige Gestaltung der Irrenanstalten, „Psychiatrisch-Neurologische Wochenschrift”, 31, 1929, s. 182–187 (niem.).
- G. Kolb, Die künftige Gestaltung der Irrenanstalten unter besonderer Berücksichtigung der offenen Fürsorge, der offenen Nervenabteilungen und der Abteilungen für Süchtige, „Allgemeine Zeitschrift für Psychiatrie und psychisch-gerichtliche Medicin”, 93, 1930, s. 4–7 (niem.).
- G. Kolb, Zusammenarbeit der Heil- und Pflegeanstalten einschl. Außenfürsorge mit den Trinkerheilstätten und den Organisationen für Trinkerfürsorge, „Allgemeine Zeitschrift für Psychiatrie und psychisch-gerichtliche Medicin”, 93, 1930, s. 53–65 (niem.).
- G. Kolb, Allgemeine Organisation der geschlossenen psychiatrischen Fürsorge, [w:] O. Bumke i inni red., Handwörterbuch der psychischen Hygiene und der psychiatrischen Fürsorge, Berlin-Leipzig: De Gruyter, 1931, s. 81–89 (niem.).
- G. Kolb, Die Statistik der Heilanstalt, [w:] O. Bumke i inni red., Handwörterbuch der psychischen Hygiene und der psychiatrischen Fürsorge, Berlin-Leipzig: De Gruyter, 1931, s. 89–98 (niem.).
- G. Kolb, Die offene psychiatrische Fürsorge, [w:] O. Bumke i inni red., Handwörterbuch der psychischen Hygiene und der psychiatrischen Fürsorge, Berlin-Leipzig: De Gruyter, 1931, s. 117–120 (niem.).
- G. Kolb, Was wir in der Anstalt Erlangen erreicht haben, „Psychiatrisch-Neurologische Wochenschrift”, 33, 1931, s. 571–572 (niem.).